# Piombino
För andra betydelser, se Piombino (olika betydelser).
Piombino är en hamnstad och kommun i provinsen Livorno i regionen Toscana i Italien. Den ligger vid havet (gränsen mellan Tyrrenska havet och Liguriska havet. Utanför ligger den välkända ön Elba. Kommunen hade 33 559 invånare (2018) och gränsar till kommunerna Campiglia Marittima, Follonica, San Vincenzo och Suvereto.
Det har funnits bosättningar i Piombino sedan lång tid tillbaka. En frazione i staden, Populonia, var där den gamla etruskiska staden låg.

## Näringsliv
Omkring Piombino finns omfattande industri, inte minst hamnverksamheten är omfattande: bland annat går det härifrån regelbunden trafik till Portoferraio (Elba) och Olbia (Sardinien).

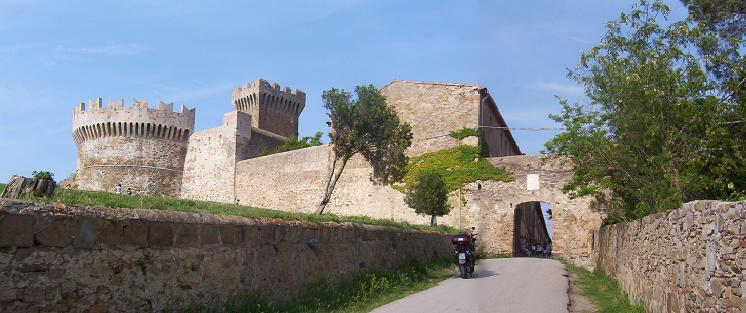
Port i ringmuren

## Historia
Piombino har en historisk stadskärna från den tid på staden kallades Populonia och var en etruskisk hamnstad. Populonia kallades Populonium på latin och Pupluna eller Fufluna på etruskiska. I Populonia finns etruskiska lämningar, framförallt kan nämnas en av de största nekropolis i Italien och stadsmurarna vars omkrets var 2,5 kilometer. Pupluna kontrollerades från början av Volterra men blev med tiden en oberoende och blomstrande stad. Stadens hamn fortsatte ha viss betydelse även under romersk kontroll och blev tidigt biskopssäte. Staden förstördes av lombarderna 570 och de få överlevande flydde till Elba.
Under medeltiden var staden en viktig hamn i republiken Pisa, men såldes 1399 till Visconti i familjen Appianis ägo. Det blev furstendöme 1594 och tillföll 1603 Spanien. 1611 återkom familjen Appiani tillfälligt under Isabella Appiani, men 1628 ockuperades Piombino av Spanien. Genom köp kom Piombini 1634 i familjen Buoncompagnis ägo. 1801 tillföll Piombino Frankrike och Napoleon gav 1805 staden till sin syster Elisa Bonaparte. 1815 tillföll Piombino Storhertigdömet Toscana.

### Övriga källor
Den här artikeln är helt eller delvis baserad på material från engelskspråkiga Wikipedia.
Den här artikeln är helt eller delvis baserad på material från engelskspråkiga Wikipedia.